# Нейвесінк (Нью-Джерсі)
Нейвесінк (англ. Navesink) — переписна місцевість (CDP) в США, в окрузі Монмаут штату Нью-Джерсі. Населення — 2004 особи (2020).

## Географія
Нейвесінк розташований за координатами 40°24′4″ пн. ш. 74°2′26″ зх. д. / 40.40111° пн. ш. 74.04056° зх. д. (40.401105, -74.040464).  За даними Бюро перепису населення США в 2010 році переписна місцевість мала площу 2,32 км², з яких 2,29 км² — суходіл та 0,03 км² — водойми.

## Демографія
Згідно з переписом 2010 року, у переписній місцевості мешкало 2020 осіб у 691 домогосподарстві у складі 549 родин. Густота населення становила 870 осіб/км².  Було 732 помешкання (315/км²).
Расовий склад населення:
| - 89,6 % — білих - 6,1 % — чорних або афроамериканців - 2,2 % — азіатів - 0,1 % — корінних американців |

До двох чи більше рас належало 1,3 %. Частка іспаномовних становила 5,0 % від усіх жителів.
За віковим діапазоном населення розподілялося таким чином: 27,1 % — особи молодші 18 років, 63,5 % — особи у віці 18—64 років, 9,4 % — особи у віці 65 років та старші. Медіана віку мешканця становила 40,7 року. На 100 осіб жіночої статі у переписній місцевості припадало 90,6 чоловіків;  на 100 жінок у віці від 18 років та старших — 90,2 чоловіків також старших 18 років.
Середній дохід на одне домашнє господарство  становив 192 154 долари США (медіана — 102 031), а середній дохід на одну сім'ю — 216 306 доларів (медіана — 131 563). Медіана доходів становила 99 102 долари для чоловіків та 85 156 доларів для жінок. За межею бідності перебувало 3,9 % осіб, у тому числі 3,1 % дітей у віці до 18 років та 18,2 % осіб у віці 65 років та старших.
Цивільне працевлаштоване населення становило 920 осіб. Основні галузі зайнятості: освіта, охорона здоров'я та соціальна допомога — 17,1 %, мистецтво, розваги та відпочинок — 15,3 %, фінанси, страхування та нерухомість — 12,2 %, виробництво — 10,2 %.